# Seznam dílů seriálu Skvělé zprávy
Toto je seznam dílů seriálu Skvělé zprávy. Americký sitcom Skvělé zprávy měl premiéru na stanici NBC. První řada byla premiérově vysílána od 25. dubna 2017 do 23. května 2017 a druhá řada od 28. září 2017 do 25. ledna 2018. Dne 11. května 2018 byl seriál po dvou řadách zrušen.

## Přehled řad
| Řada | Díly | Premiéra v USA | Premiéra v USA  |
| Řada | Díly | První díl      | Poslední díl    |
| ---- | ---- | -------------- | --------------- |
| 1    | 10   | 25. dubna 2017 | 23. května 2017 |
| 2    | 13   | 28. září 2017  | 25. ledna 2018  |

## Seznam dílů

### První řada (2017)
| Č. v seriálu | Č. v řadě | Původní název               | Režie                | Scénář                               | Premiéra v USA  | Sledovanost v USA (v milionech diváků) |
| ------------ | --------- | --------------------------- | -------------------- | ------------------------------------ | --------------- | -------------------------------------- |
| 1            | 1         | Rhubarb and Custard         | Beth McCarthy-Miller | Tracey Wigfield                      | 25. dubna 2017  | 5,22                                   |
| 2            | 2         | Bear Attack                 | Beth McCarthy-Miller | Tracey Wigfield                      | 25. dubna 2017  | 4,26                                   |
| 3            | 3         | Chuck Pierce Is Blind       | Claire Scanlon       | Sam Means                            | 2. května 2017  | 3,70                                   |
| 4            | 4         | War Is Hell                 | Victor Nelli Jr.     | Jack Burditt a Robert Carlock        | 2. května 2017  | 2,63                                   |
| 5            | 5         | Snowmageddon of the Century | Payman Benz          | Chrissy Pietrosh a Jessica Goldstein | 9. května 2017  | 3,55                                   |
| 6            | 6         | Serial Arsonist             | Ken Whittingham      | Ben Dougan                           | 9. května 2017  | 2,76                                   |
| 7            | 7         | The Red Door                | Beth McCarthy-Miller | Amy Hubbs                            | 16. května 2017 | 3,51                                   |
| 8            | 8         | Celebrity Hacking Scandal   | Gail Mancuso         | Dan Klein                            | 16. května 2017 | 2,68                                   |
| 9            | 9         | Carol Has a Bully           | Nisha Ganatra        | Jack Burditt                         | 23. května 2017 | 3,11                                   |
| 10           | 10        | Carol's Eleven              | Beth McCarthy-Miller | Tracey Wigfield                      | 23. května 2017 | 3,07                                   |

### Druhá řada (2017–2018)
| Č. v seriálu | Č. v řadě | Původní název               | Režie                | Scénář                               | Premiéra v USA    | Sledovanost v USA (v milionech diváků) |
| ------------ | --------- | --------------------------- | -------------------- | ------------------------------------ | ----------------- | -------------------------------------- |
| 11           | 1         | Milk                        | Beth McCarthy-Miller | Tracey Wigfield                      | 28. září 2017     | 5,15                                   |
| 12           | 2         | Squad Feud                  | Jeff Richmond        | Ben Dougan                           | 5. října 2017     | 3,85                                   |
| 13           | 3         | Honeypot!                   | John Riggi           | Tina Fey a Sam Means                 | 12. října 2017    | 4,23                                   |
| 14           | 4         | Award Show                  | Tristram Shapeero    | Chrissy Pietrosh a Jessica Goldstein | 19. října 2017    | 3,78                                   |
| 15           | 5         | Night of the Living Screen  | Victor Nelli Jr.     | Robert Padnick                       | 26. října 2017    | 4,00                                   |
| 16           | 6         | Pool Show                   | Payman Benz          | Hayes Davenport                      | 2. listopadu 2017 | 2,61                                   |
| 17           | 7         | A Christmas Carol Wendelson | Maggie Carey         | Amy Hubbs                            | 21. prosince 2017 | 2,65                                   |
| 18           | 8         | Sensitivity Training        | Tristram Shapeero    | Dan Klein                            | 21. prosince 2017 | 1,83                                   |
| 19           | 9         | Love is Dead                | Beth McCarthy-Miller | Robert Carlock & Sam Means           | 28. prosince 2017 | 1,68                                   |
| 20           | 10        | Catfight                    | Claire Scanlon       | Josh Siegal a Dylan Morgan           | 4. ledna 2018     | 2,38                                   |
| 21           | 11        | Competing Offer             | Beth McCarthy-Miller | Ashley Wigfeld                       | 11. ledna 2018    | 2,31                                   |
| 22           | 12        | The Fast Track              | Jay Karas            | Ben Dougan a Naomi Ekperigin         | 18. ledna 2018    | 2,24                                   |
| 23           | 13        | Early Retirement            | Beth McCarthy-Miller | Tracey Wigfield a Hayes Davenport    | 25. ledna 2018    | 2,16                                   |